# Strzałków (województwo świętokrzyskie)
Strzałków – wieś w południowej Polsce, położona w województwie świętokrzyskim, w powiecie buskim, w gminie Stopnica.
| SIMC    | Nazwa      | Rodzaj    |
| ------- | ---------- | --------- |
| 0272974 | Koci Zamek | część wsi |
| 0272980 | Ośrodek    | część wsi |
| 0272997 | Psi Dół    | część wsi |
| 0273005 | Skalaki    | część wsi |
| 0273011 | Wesoła     | część wsi |
| 0273028 | Zasadzie   | kolonia   |

W latach 1975–1998 miejscowość położona była w województwie kieleckim.
W Strzałkowie, w 1791 r. urodził się Henryk Dembiński – generał i jeden z dowódców powstania listopadowego.
Przez wieś przechodzi  zielony szlak turystyczny z Wiślicy do Grochowisk. Miejscowość znajduje się na odnowionej trasie Małopolskiej Drogi św. Jakuba z Sandomierza do Tyńca, która to jest odzwierciedleniem dawnej średniowiecznej drogi do Santiago de Compostela.